# Kanton Gourbeyre
Der Kanton Gourbeyre war ein französischer Wahlkreis im Übersee-Département Guadeloupe. Er umfasste einzig die Gemeinde Gourbeyre.